# Achaicus (Heiliger)
Achaicus war ein frühchristlicher Apostel, der von der römisch-katholischen und der orthodoxen Kirche als Heiliger verehrt wird. In der Bibel wird er namentlich in 1 Kor 16,17  erwähnt, wonach er gemeinsam mit Fortunatus und Stephanas Nachrichten aus der Christengemeinde in Korinth an Paulus überbringt. In der orthodoxen Kirche wird er als einer der Siebzig Jünger verehrt. Er soll als Märtyrer gestorben sein.
Es ist nicht erwiesen, dass der biblische Jünger und der orthodoxe Heiligen identisch sind.